# Darin Strauss
Darin Strauss (Roslyn Harbor, 1 de março de 1970) é um escritor americano.
Mora em Brooklyn, New York.
Ganhou o National Book Critics Circle Award pelo livro Half a Life.

## Premiações e condecorações
- 2011: National Book Critics Circle Award, Winner
- 2011: New York University's Alumnae Achievement Award, Winner
- 2010: "Editor's Choice," The New York Times
- 2010: "Best Books of the Year," NPR
- 2010: "Best Books of the Year," The Plain Dealer (Cleveland, Ohio)
- 2010: "Best Books of the Year," Amazon
- 2010: "Best Books of the Year," San Francisco Chronicle
- 2008: "Best Books of the Year," Denver Post
- 2008: "Book of the Summer," GQ Magazine
- 2006: Guggenheim Fellowship, Winner
- 2005: "Outstanding Dozen" teaching award, New York University, Winner
- 2002: "Times Notable Book," The New York Times
- 2002: "25 Best Books of the Year," New York Public Library
- 2000: "10 Best Novels of the Year," Newsweek
- 2000:"Best Books of the Year," Los Angeles Times
- 2000: ALA Alex Award, Winner
- 2000: Barnes & Noble Discover Award, Runner-up
- 2000: NYPL Literary Lions Award, Finalist

### Livros
- Chang and Eng (2000)
- The Real McCoy (2002)
- More Than It Hurts You (2008)
- Half a Life (2010)

### Antologias selecionadas
- Lit Riffs (2004)
- The Dictionary of Failed Relationships (2004)
- Coaches (2005)
- A People's Fictional History of the United States (2006)
- An Encyclopedia of Exes (2004)
- Bloodshot: An Insomnia Anthology (2007)
- Brooklyn Was Mine (2008)
- Brothers (2009)
- The Book of Dads (2009)
- Top of The Order: Best-selling writers on Baseball (2010)

### Outros
- Mr. Beluncle, by V. S. Pritchett; Strauss wrote the new introduction (2005)
- Long Island Shaolin, one of the first Kindle Singles—short works published by Amazon; other Kindle Single debut authors include Jodi Picoult and Rich Cohen